# 輕熟女
輕熟女為2005年台灣資生堂提出的台灣流行語，但純粹年齡概念上相對應傳統中文的「少婦」，介乎於少女和熟女之間，其創造原由來自日本「熟女」一詞。該說法出現後頗受台灣各界重視，舉凡「輕熟女運動」、「輕熟女彩妝」、「輕熟女穿著」等針對該族群的商業方針或用語紛紛出籠。而台灣商界此方針與策略，咸信與輕熟女族群的高消費能力有關。

## 基本定義
據台灣資生堂解釋，輕熟女族群泛指年紀25歲至30歲（35歲）之間、擁有獨立經濟能力的都會女性。而其心理特質為：
- 正面生活態度
- 處世手腕靈巧
- 想法成熟
- 自信

## 其他影響
受韓流當道（代表女藝人譬如李英愛、河智苑、全智賢、宋慧喬、孫藝珍與潤娥）與中國大陸崛起之故，現時多數年輕女性則廣泛使用智能手機進行個人自拍與穿搭；連結網際網路之後，並上傳於Facebook、Instagram或Twitter等社群網站中。有部分女生甚至因此獲得超高人氣與點擊率，而受到經紀公司青睞；並加入演藝圈成為模特兒，出道成為藝人或歌手。

## 相關連結
- OL
- 美魔女